# 斑帝光魚
斑帝光鱼（学名：Danaphos oculatus）为輻鰭魚綱巨口魚目褶胸鱼科的其中一種。分布於印度洋及太平洋海域，棲息可達914公尺，體長可達5.7公分，為深海魚類，會進行垂直性洄游，屬肉食性，以甲殼類及小魚等為食。